# Erzbistum Buenos Aires
Das Erzbistum Buenos Aires (lat.: Archidioecesis Bonaërensis, span.: Arquidiócesis de Buenos Aires) ist ein Erzbistum der römisch-katholischen Kirche mit Sitz in Buenos Aires, Argentinien. Seit 1936 ist der jeweilige Erzbischof von Buenos Aires zugleich Primas von Argentinien.
Dem Erzbistum sind zwölf Suffraganbistümer zugeordnet, darunter die Eparchie des Hl. Scharbel von Buenos Aires der syrisch-maronitischen Kirche sowie die Eparchie Santa María del Patrocinio en Buenos Aires der ukrainischen griechisch-katholischen Kirche.

## Geschichte
Das Erzbistum wurde am 6. April 1620 als Bistum Buenos Aires, einem Suffraganbistum des damaligen Erzbistums Paraguay durch Papst Gregor XV. gegründet; erster Bischof war der spanische Karmeliter Pedro Carranza Salinas OCarm. Mit Bulle Papst Pius IX. vom 5. März 1865 wurde das Bistum zum Erzbistum erhoben; erster Erzbischof war der Argentinier Mariano José de Escalada Bustillo y Zeballos. Am 13. März 2013 wurde der zu dieser Zeit amtierende Erzbischof von Buenos Aires Jorge Mario Bergoglio zu Papst Franziskus gewählt.

## Bischöfe von Buenos Aires
- Liste der Erzbischöfe von Buenos Aires

## Einzelnachweise

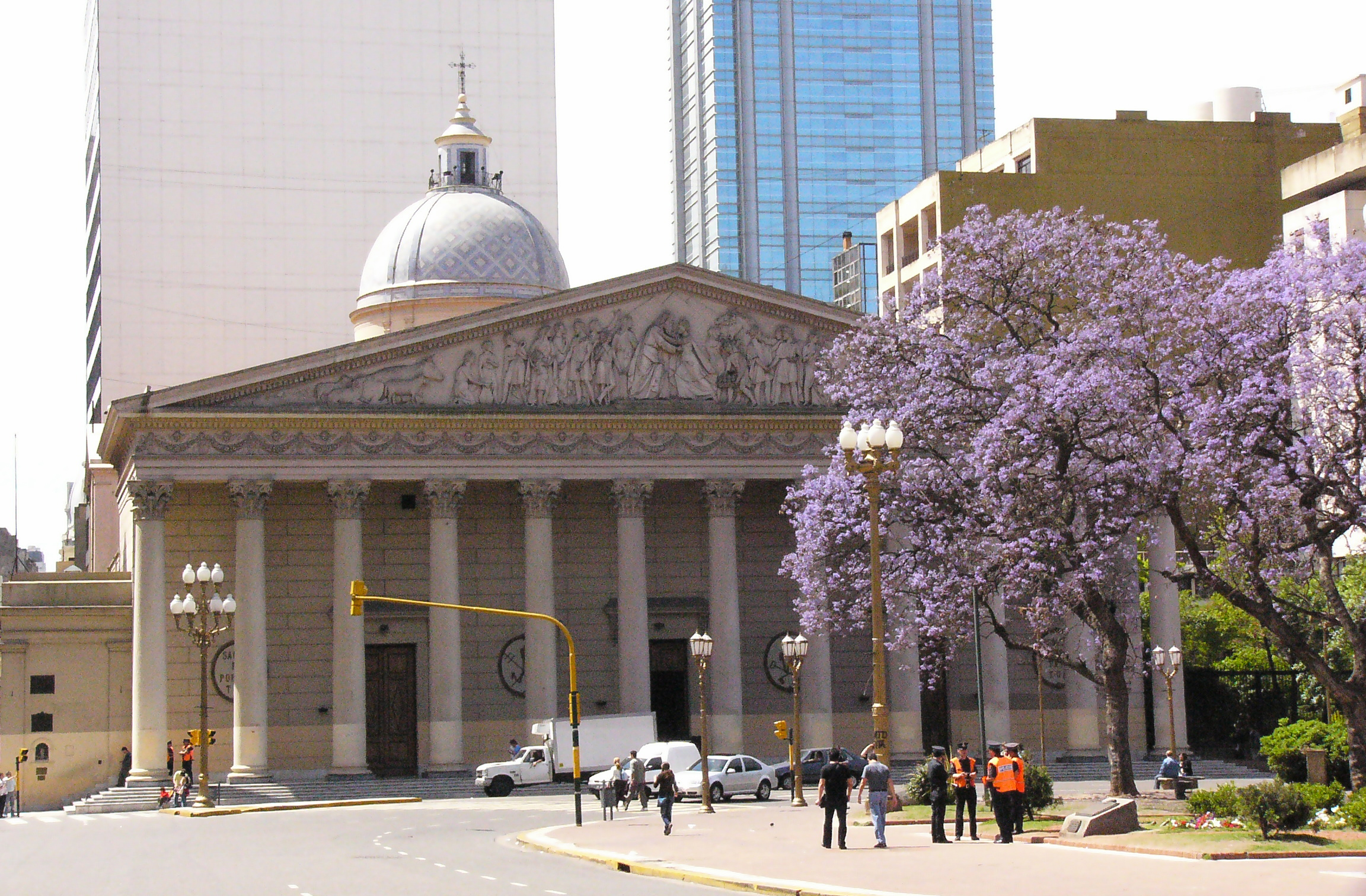
Catedral Metropolitana de Buenos Aires